# Raimon Caldagués
Raimon Caldagués   (segle XVIII - segle XIX), comte de Caldagués, fou un militar català que batallà en la Guerra del Francès. Fou defensor de Girona en el segon setge de Girona de 1808 i a continuació lluità contra els francesos a la batalla de Molins de Rei i posteriorment a Sant Cugat, on els derrotà. En intentar recuperar Barcelona (desembre de 1808) caigué derrotat, juntament amb la resta de forces catalanes, pel mariscal Saint-Cyr. Fou pet presoner al Vendrell i posat en llibertat posteriorment quan caigué Napoleó.